# Juan Rodríguez (Ruderer)
Juan Antonio Rodríguez Iglesias (* 9. Juli 1928 in Dolores, Uruguay; † 27. September 2019) war ein uruguayischer Ruderer. Er gewann zwei olympische Bronzemedaillen.
Bei der olympischen Ruderregatta 1948 auf der Themse bei Henley belegten William Jones und Juan Rodríguez im Doppelzweier den dritten Platz im dritten Vorlauf. Durch einen Sieg im dritten Hoffnungslauf und einen weiteren Sieg im dritten Halbfinale qualifizierten sich die beiden Uruguayer als eine von drei Crews für das Finale. Im Finale siegten die Briten vor den Dänen und den Uruguayern.
Vier Jahre später bei der olympischen Ruderregatta 1952 in Meilahti, einem Stadtteil von Helsinki, belegten Miguel Seijas und Juan Rodríguez im zweiten Vorlauf den zweiten Platz hinter dem sowjetischen Doppelzweier. Im zweiten Halbfinale gewannen die Argentinier vor dem deutschen Doppelzweier, den Italienern und den Uruguayern. Durch einen Sieg im ersten Hoffnungslauf vor dem US-Boot und den Australiern qualifizierten sich die Uruguayer als eines von fünf Booten. Das Finale gewannen die Argentinier vor dem sowjetischen Boot, die beiden Uruguayer belegten den dritten Platz.
Bei den Panamerikanischen Spielen 1955 belegte Rodríguez den zweiten Platz im Einer hinter dem US-Ruderer John B. Kelly junior.